# Мга (станция)
Мга — железнодорожная станция Октябрьской железной дороги, крупный железнодорожный узел. По характеру выполняемой работы отнесена к участковым, по объёму работы отнесена к 1-му классу. Находится в посёлке городского типа Мга Кировского района Ленинградской области, в 49 км от Московского вокзала на линии Санкт-Петербург — Волховстрой.

## История
В 2009 году, в рамках реконструкции линии Мга — Гатчина — Веймарн — Усть-Луга под грузовое движение, между станцией Мга и платформой 45 км построена эстакада. По ней проходит путь от станции Мга в сторону Гатчины с развязкой с линией Санкт-Петербург — Волховстрой в двух уровнях. Путь на эстакаду отходит от ветки на Невдубстрой.
К весне 2012 года полностью были заменены конструкции платформ № 2, № 3; заменены и изменены ж/д подъезды к платформе № 3. Платформа № 1 — низкая, изначально была основной боковой и напрямую связана с вокзалом. Временно был построен деревянный перрон, позднее его разобрали и платформа приобрела первоначальный вид. Летом 2014 года платформа № 1 была реконструирована и стала высокой боковой. Платформа № 2 (для поездов Санкт-Петербург — Волховстрой и Кириши — Будогощь в обе стороны) — высокая островная. Платформа № 3 (для поездов Санкт-Петербург — Невдубстрой в обе стороны) — высокая, изначально была боковой и реконструирована в островную. Платформа № 4 (для поездов Санкт-Петербург — Мга) является высокой островной и реконструируется с апреля 2012 года.
Весной 2019 года в восточной горловине станции началось строительство путепроводной развязки над путями Волховстроевского направления, которая в дальнейшем войдет в состав перегона Мга — Сологубовка. Путепровод необходим для исключения враждебных маршрутов поездов, идущих со стороны Сологубовки на Мгу, и поездов Волховстроевского направления. В 2021 году на станции началось возведение нового крытого надземного пешеходного перехода над железнодорожными путями взамен старого перехода. Работы проводились в рамках реализации первого этапа по развитию направления Мга — Сонково — Дмитров.

## Описание
От станции отходят линии на Будогощь, Невдубстрой, Стекольный (с путями примыкания от блок-поста 22 км на 44 км (в сторону Тосно) и на Саблино — используется для движения грузовых поездов в обход Санкт-Петербурга и пригородных электропоездов для объезда по техническим причинам участка Обухово — Мга через Саблино, в этом случае пригородные поезда от Обухово до Мги остановок не имеют; ранее осуществлялось пассажирское сообщение на Пустыньку, Тосно и Гатчину.
На станции имеется пешеходный мост. Он связывает между собой северную и южную часть посёлка Мга, а также платформы № 1, № 2 и № 4.

## Движение
На станции останавливаются все проходящие через неё пригородные поезда, следующие с Московского и Ладожского вокзалов Санкт-Петербурга, для некоторых из них она является конечной. Пригородные поезда сообщением Санкт-Петербург — Невдубстрой по станции Мга меняют направление движения. Из поездов дальнего следования на станции останавливается только поезд 610А-В Санкт-Петербург — Сонково.

## В кинематографе
- «Сёстры» (2001)